# Orgilus monticola
Orgilus monticola är en stekelart som beskrevs av Muesebeck 1970. Orgilus monticola ingår i släktet Orgilus och familjen bracksteklar. Inga underarter finns listade i Catalogue of Life.